# Quartier des Quinze-Vingts
Das Quartier des Quinze-Vingts ist das 48. der 80 Quartiers (Stadtviertel) von Paris. Das Viertel liegt im Nordosten der Stadt am Rive Droite genannten rechten Ufer der Seine und gehört zum 12. Arrondissement von Paris.

## Lage

Die vier quartiers administratifs im 12. Arrondissement

Das Quartier des Quinze-Vingts liegt am Seineufer, umgeben von den Quartiers de Picpus und de Bercy (im Osten), im Westen liegt das 4. und im Norden das 11. Arrondissement.
An der nördlichen Spitze des Viertels liegt der Place de la Bastille. Von hier bilden der Boulevard Bourdon im Osten und die Rue du Faubourg Saint-Antoine im Norden die Grenze. Südöstlich fließt die Seine und im Westen bilden die Rue Villiot (Sie führt unter den Gleisen des Gare de Lyon durch.) und die Rue de Rambouillet bis zum Place du Colonel Bourgoin, wo sie in die Rue de Chaligny abbiegt.

## Geschichte

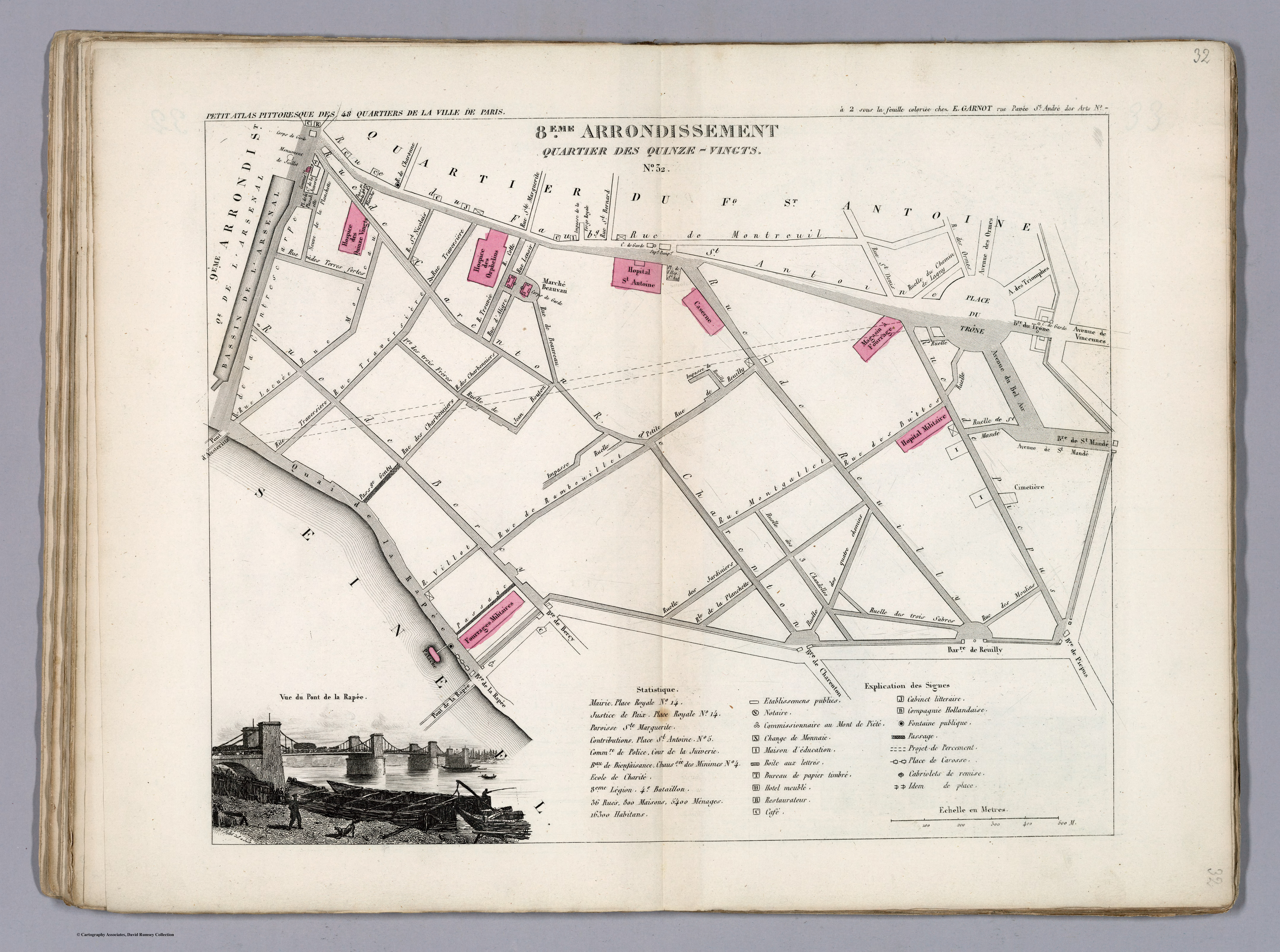
Plan von 1834 des Quartier des Quinze-Vingts im ehemaligen 8. Arrondissement

Während der französischen Revolution gab es schon eine Sektion des Quinze-Vingts.

## Sehenswürdigkeiten

Julisäule und die Opéra Bastille

- Place de la Bastille mit Julisäule und der Opéra Bastille
- Gare de Lyon (Le Train Bleu)
- Port de l’Arsenal
- Hôpital des Quinze-Vingts und Hôpital Saint-Antoine
- Viaduc des Arts und Coulée verte René-Dumont